# Thirlby
Thirlby är en ort och civil parish i Storbritannien.   Den ligger i grevskapet North Yorkshire och riksdelen England, i den centrala delen av landet, 300 km norr om huvudstaden London. Thirlby ligger 99 meter över havet och antalet invånare är 127.
Terrängen runt Thirlby är kuperad åt nordost, men åt sydväst är den platt. Runt Thirlby är det ganska tätbefolkat, med 67 invånare per kvadratkilometer. Närmaste större samhälle är Thirsk, 6,2 km väster om Thirlby. Trakten runt Thirlby består till största delen av jordbruksmark.